# Herb Kohl
Pour les articles homonymes, voir Kohl.
Herbert Kohl, dit Herb Kohl, né le 7 février 1935 à Milwaukee (Wisconsin), où il est mort le 27 décembre 2023,, est un homme d'affaires, homme politique et philanthrope américain membre du Parti démocrate, et sénateur du Wisconsin au Congrès des États-Unis pour quatre mandats de 1989 à 2013. Il est également propriétaire de la franchise de NBA des Bucks de Milwaukee de 1985 à 2014.
À sa mort, l'Associated Press le décrit comme un sénateur « discret et peu disposé à chercher du crédit, mais efficace sur des questions importantes pour l'État [du Wisconsin] ».

## Biographie
Kohl naît et grandit à Milwaukee, principale ville du Wisconsin, fils de Mary (née Hiken) et Max Kohl. Son père était un immigrant juif polonais et sa mère une immigrante juive russe,. Il suit sa scolarité à la Washington High School (en) de Milwaukee. Il obtient un Bachelor of Science à l'université du Wisconsin en 1956 et un Master of Business Administration (MBA) de la Harvard Business School en 1958. À Harvard, il partage son dortoir d'étudiant avec le futur commissaire du baseball Bud Selig. Entre 1958 et 1964, Kohl est membre de l'United States Army Reserve.
Après l'université, Kohl travaille comme investisseur dans l'immobilier et sur le marché boursier, pour finalement procéder à la scission de sa propre entreprise, Kohl Investments, pour gérer ces actifs. Son frère et lui héritent de la chaîne de distribution familiale, Kohl's, qui comprend 50 épiceries, plusieurs grands magasins, des pharmacies et des magasins d'alcool. En 1970, Kohl en est nommé président, poste qu'il occupe jusqu'à que la société soit revendue à BATUS Inc. (en) (anciennement British American Tobacco US).
En 1985, il achète la franchise de basket-ball (NBA) des Bucks de Milwaukee à Jim Fitzgerald pour 18 millions de dollars, pour s'assurer que celle-ci reste basée à Milwaukee, puis finance la création d'une nouvelle salle. En 2003, il étudie une offre de rachat de l'équipe par l'ancien vedette de NBA Michael Jordan mais finalement décide d'en rester propriétaire. Le 16 avril 2014, il revend les Bucks pour 550 millions aux milliardaires new-yorkais Wes Edens (en) et Marc Lasry (en), vente approuvée le 15 mai 2014, par la National Basketball Association (NBA). Kohl est élu au Wisconsin Athletic Hall of Fame (en) en 2007.
Connu pour son implication dans de nombreuses œuvres caritatives, il fait une donation en  1995 de 25 millions de dollars à l'UW-Madison pour un nouveau stade baptisé Kohl Center.
Il préside de 1975 à 1977 la branche du Parti démocrate au Wisconsin. Lors des élections de 1988, il est élu au Sénat des États-Unis avec 52 % des voix. Il est réélu en 1994 (58 %), 2000 (61 %), puis 2006 avec 67 % des voix contre 30 % au républicain Robert Lorge. Il annonce en 2011 qu'il ne se représente pas lors de l'élection de 2012. Tammy Baldwin, également démocrate, élue en novembre 2012, lui succède en janvier 2013.

## Sources
- (en) Cet article est partiellement ou en totalité issu de l’article de Wikipédia en anglais intitulé « Herb Kohl » (voir la liste des auteurs).